# Конструктор
Конструкторът е инженерен специалист, който се занимава с конструирането или проектирането на нещо. Обикновено конструкторът получава техническо задание, в което са описани характеристиките на желания продукт, изготвени въз основа на пазарни проучвания, желания на клиенти и производствени възможности на компанията. Конструкторът трябва да изработи продукт, отговарящ на изискванията под формата на прототип, макет или компютърен модел.